# 第二次西里爾·拉馬福薩內閣
第二次西里爾·拉馬福薩內閣於2019年5月29日成立，此前（2019年5月25日）拉馬福薩在非洲人國民大會贏得2019年大選後正式就任南非總統。當中有幾個部門與其他部門進行合併，因此內閣部長的數量由原本的36位減少至28位。拉馬福薩以盧旺達及埃塞俄比亞作為參考例子，組成了一個性別平等的內閣。該內閣是非洲第三個完全性別平等的內閣，亦是南非歷史上第一個性別平等的內閣。
2019年5月30日，首席大法官莫洪恩·莫洪恩在比勒陀利亞的塞法科·馬克加托總統賓館為新任命的部長及副部長監誓。

## 內閣成員
| 政黨 | 政黨           |
| ---- | -------------- |
|      | 非洲人國民大會 |
|      | 南非共產黨     |
|      | GOOD           |

| 職位 | 職位                         | 部長                                       | 任期   | 任期 | 政黨   |
| ---- | ---------------------------- | ------------------------------------------ | ------ | ---- | ------ |
|      | 南非總統                     | 西里爾·拉馬福薩閣下                        | 2018年 | –    | 非國大 |
|      | 南非副總統                   | 戴維·馬比薩閣下                            | 2018年 | –    | 非國大 |
|      | 總統府部長                   | 尊敬的傑克遜·米亨布國會議員                | 2019年 | –    | 非國大 |
|      | 婦女、青年與殘疾人士部長     | 尊敬的邁特·恩科亞納-馬沙巴尼國會議員       | 2019年 | –    | 非國大 |
|      | 農業、土地改革與農村發展部長 | 尊敬的托科·迪迪薩國會議員                  | 2019年 | –    | 非國大 |
|      | 基礎教育部長                 | 尊敬的安吉·莫特希金加國會議員              | 2009年 | –    | 非國大 |
|      | 通訊部長                     | 尊敬的斯特拉·恩達貝尼-亞伯拉罕國會議員     | 2018年 | –    | 非國大 |
|      | 合作治理與傳統事務部長       | 尊敬的恩科薩扎娜·德拉米尼-祖馬國會議員     | 2019年 | –    | 非國大 |
|      | 國防與退伍軍人部長           | 尊敬的諾西維韋·馬皮薩-朗奎庫拉國會議員     | 2012年 | –    | 非國大 |
|      | 環境、林業與漁業部長         | 尊敬的芭芭拉·克里西國會議員                | 2019年 | –    | 非國大 |
|      | 就業與勞工部長               | 尊敬的瑟拉斯·恩塞西國會議員                | 2019年 | –    | 非國大 |
|      | 財政部長                     | 尊敬的蒂托·姆博威尼國會議員                | 2018年 | –    | 非國大 |
|      | 衛生部長                     | 尊敬的茲維里·麥凱赫茲國會議員              | 2019年 | –    | 非國大 |
|      | 高等教育、科學與技術部長     | 尊敬的布萊德·恩齊曼德國會議員              | 2019年 | –    | 南非共 |
|      | 內政部長                     | 尊敬的亞倫·莫沙拉迪國會議員                | 2019年 | –    | 非國大 |
|      | 人類住區、水與衛生部長       | 尊敬的林迪威·西蘇盧國會議員                | 2019年 | –    | 非國大 |
|      | 國際關係與合作部長           | 尊敬的納萊迪·潘多爾國會議員                | 2019年 | –    | 非國大 |
|      | 司法與懲教部長               | 尊敬的羅納德·拉莫拉國會議員                | 2019年 | –    | 非國大 |
|      | 礦產資源與能源部長           | 尊敬的格威德·曼塔什國會議員                | 2019年 | –    | 非國大 |
|      | 警察部長                     | 尊敬的布赫基·塞萊國會議員                  | 2018年 | –    | 非國大 |
|      | 公共企業部長                 | 尊敬的普拉溫·戈登國會議員                  | 2018年 | –    | 非國大 |
|      | 公共服務與行政部長           | 尊敬的塞索·麥互努國會議員                  | 2019年 | –    | 非國大 |
|      | 公共工程與基礎設施部長       | 尊敬的帕特里夏·德·里爾國會議員             | 2019年 | –    | GOOD   |
|      | 小企業發展部長               | 尊敬的克胡姆布德佐·恩茨哈夫赫尼國會議員    | 2019年 | –    | 非國大 |
|      | 社會發展部長                 | 尊敬的林迪維·祖魯國會議員                  | 2019年 | –    | 非國大 |
|      | 體育、藝術與文化部長         | 尊敬的納提·姆特斯瓦國會議員                | 2019年 | –    | 非國大 |
|      | 國家安全部長                 | 尊敬的阿揚達·德洛德洛國會議員              | 2019年 | –    | 非國大 |
|      | 旅遊部長                     | 尊敬的恩克赫恩薩尼·庫巴伊-恩古巴內國會議員 | 2019年 | –    | 非國大 |
|      | 貿易與工業部長               | 尊敬的埃布拉欣姆·帕特爾國會議員            | 2019年 | –    | 南非共 |
|      | 運輸部長                     | 尊敬的菲基爾·姆巴拉國會議員                | 2019年 | –    | 非國大 |